# Rising Sun (Schiff)
Die Rising Sun ist eine auf der Fr.-Lürssen-Werft gebaute Megayacht mit einer Länge von 138 Metern.

## Geschichte
Das vom Briten Jon Bannenberg konstruierte Schiff ist die zweitgrößte Motoryacht, die sich nicht im Besitz eines Staatsoberhaupts befindet. Die Yacht gehörte bei ihrer Auslieferung im Jahre 2004 Larry Ellison, damals CEO der Oracle Corporation, der 2007 eine Hälfte an David Geffen abgab. 2010 übernahm Geffen die verbliebenen Anteile von Ellison, nachdem dieser sich eine neue Yacht hatte bauen lassen. Der Preis der Yacht lag bei 590 Millionen Dollar.
Geffen war Gastgeber für eine Reihe berühmter Persönlichkeiten auf der Rising Sun, darunter Leonardo DiCaprio, Bruce Springsteen, Oprah Winfrey, Paul McCartney, Jeff Bezos und Barack und Michelle Obama. Während der COVID-19-Pandemie hatte Geffen sich mit seiner Crew auf den Grenadinen auf der Rising Sun selbst isoliert, was in den Medien für Kontroversen sorgte.

## Ausstattung
Das Schiff verfügt über vier MTU-Dieselmotoren des Typs 20V8000 M90 mit einer Leistung von insgesamt 36.000 kW, die auf vier Propeller wirken. Es erreicht damit eine Geschwindigkeit von mehr als 28 Knoten.
An Bord befinden sich auf fünf Decks 82 Räume mit einer Gesamtgröße von über 8000 m², darunter Badezimmer mit Whirlpool sowie Fitness-, Erholungs- und Saunaräume, ein umfangreicher Weinkeller sowie ein Kino mit Plasmabildschirmen. Das Teak-Deck des Schiffes ist mehr als 3300 m² groß. Auf dem Hauptdeck befindet sich achtern ein Basketballplatz, der auch als Hubschrauberlandeplatz genutzt werden kann. Die Rising Sun bietet Platz für 18 Gäste und 45 Crewmitglieder.